# Tirolo
Tirolo (em alemão Tirol) é uma comuna italiana da região do Trentino-Alto Ádige, província de Bolzano, com cerca de 2.360 habitantes. Estende-se por uma área de 25,59 km², tendo uma densidade populacional de 91,8 hab/km². Faz fronteira com Caines, Lagundo, Merano, Moso in Passiria, Parcines, Rifiano, Scena.

## Demografia
| Variação demográfica do município entre 1861 e 2011                               |
|                                                                                   |
| Fonte: Istituto Nazionale di Statistica (ISTAT) - Elaboração gráfica da Wikipedia |